# Василика
Василика или Царево Село (грч. Βασιλικά) је град у општини Седес у периферији Средишња Македонија, Грчка. Према попису из 2021. године било је 3.717 становника.
Према бугарском географу и историчару, Василу Канчову, у Василики је 1900. године живело 2.000 Грка. Крајем 19. века, Царевна Миладинова (ћерка Димитра Миладинова) бележи да је Василика хеленизовано словенско село, где старији људи још увек говоре локалним словенским говором. После 1922. године насељено је неколико грчких избегличких породица, укупно 55 особа.